# Генеральное консульство Польши в Милане
Генеральное консульство Республики Польша в Милане (пол. Konsulat Generalny RP w Mediolanie, итал. Consolato Generale della Repubblica di Polonia a Milano) — польское дипломатическое представительство, расположенное в Милане, Италия.
В консульский округ входят северные регионы Италии: Фриули-Венеция-Джулия, Венето, Эмилия-Романья, Трентино-Альто-Адидже, Ломбардия, Лигурия, Пьемонт, Валле-д’Аоста.

## Структура
- Генеральный консул — руководитель представительства;
- Департамент консульских дел и Полонии (правовые и паспортные вопросы, гражданские дела, консульская помощь);
- Административно-финансовый отдел[2].

С 2006 года при Консульстве действует «Польская школа» (пол. Szkoła Polska przy Konsulacie Generalnym RP w Mediolanie), созданная для организации образования детей польских граждан, временно пребывающих на территории Италии.

## История
Дипломатические отношения между Польшей и Италией были установлены 27 февраля 1919 года.